# Blevaincourt
Blevaincourt – miejscowość i gmina we Francji, w regionie Grand Est, w departamencie Wogezy.
Według danych na rok 1990 gminę zamieszkiwało 147 osób, a gęstość zaludnienia wynosiła 17 osób/km² (wśród 2335 gmin Lotaryngii Blevaincourt plasuje się na 898. miejscu pod względem liczby ludności, natomiast pod względem powierzchni na miejscu 696.).